# Oktober 2009
Portal Geschichte | Portal Biografien | Aktuelle Ereignisse | Jahreskalender | Tagesartikel

◄ |
20. Jahrhundert |
21. Jahrhundert

◄ |
1970er |
1980er |
1990er |
2000er
| 2010er | 2020er | 2030er | ►

◄ |
2005 |
2006 |
2007 |
2008 |
2009
| 2010 | 2011 | 2012 | 2013 | ►

◄ |
Juli 2009 |
August 2009 |
September 2009 |
Oktober 2009 |
November 2009 |
Dezember 2009 |
Januar 2010 |
►
Dieser Artikel behandelt tagesbezogene Nachrichten und Ereignisse im Oktober 2009.

## Tagesgeschehen

### Donnerstag, 1. Oktober 2009

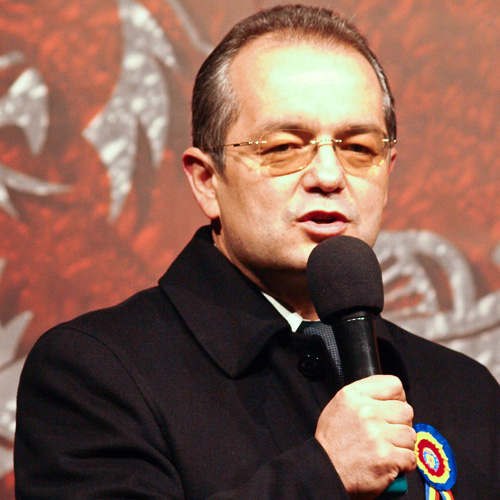
Emil Boc

- Bukarest/Rumänien: Nach nur neun Monaten Amtszeit zerbricht die Koalitionsregierung von Emil Boc an Streitigkeiten zwischen den Regierungsparteien Demokratisch-Liberale Partei (PD-L) und Partidul Social Democrat (PSD) im Vorfeld der Präsidentschaftswahlen.[1] 12 Tage später und sechs Wochen vor den Präsidentschaftswahlen scheitert Ministerpräsident Emil Boc beim Versuch, mit seiner Partei PD-L allein weiter zu regieren, an einem Misstrauensvotum der Oppositionsparteien Nationale Liberale Partei (PNL) und Demokratische Union der Ungarn in Rumänien (UDMR) sowie des ehemaligen Regierungspartners PSD.[2]
- London / Vereinigtes Königreich: Der neu eingerichtete Oberste Gerichtshof wird eröffnet.[3][4]
- München/Deutschland: Der italienische Schriftsteller Roberto Saviano wird für sein Buch Das Gegenteil von Tod mit dem Geschwister-Scholl-Preis ausgezeichnet.[5]

### Freitag, 2. Oktober 2009
- Dublin/Irland: In einer Volksabstimmung befürwortet die Mehrheit der Stimmberechtigten den Vertrag von Lissabon.[6]
- Kopenhagen/Dänemark: Das Internationale Olympische Komitee vergibt die Olympischen Sommerspiele 2016 nach Rio de Janeiro.[7]

### Samstag, 3. Oktober 2009
- Berlin/Deutschland: Der gesellschaftspolitische Preis „Quadriga“ wird zum siebten Mal verliehen. Träger des Preises sind in diesem Jahr der Präsident der Europäischen Kommission, José Manuel Barroso, Friedensnobelpreisträger und Ex-Präsident der Sowjetunion, Michail Gorbatschow, der Schriftsteller und frühere tschechische Staatspräsident Václav Havel, die Bürgerrechtlerin Bärbel Bohley und der Sänger Marius Müller-Westernhagen.[8]

### Sonntag, 4. Oktober 2009

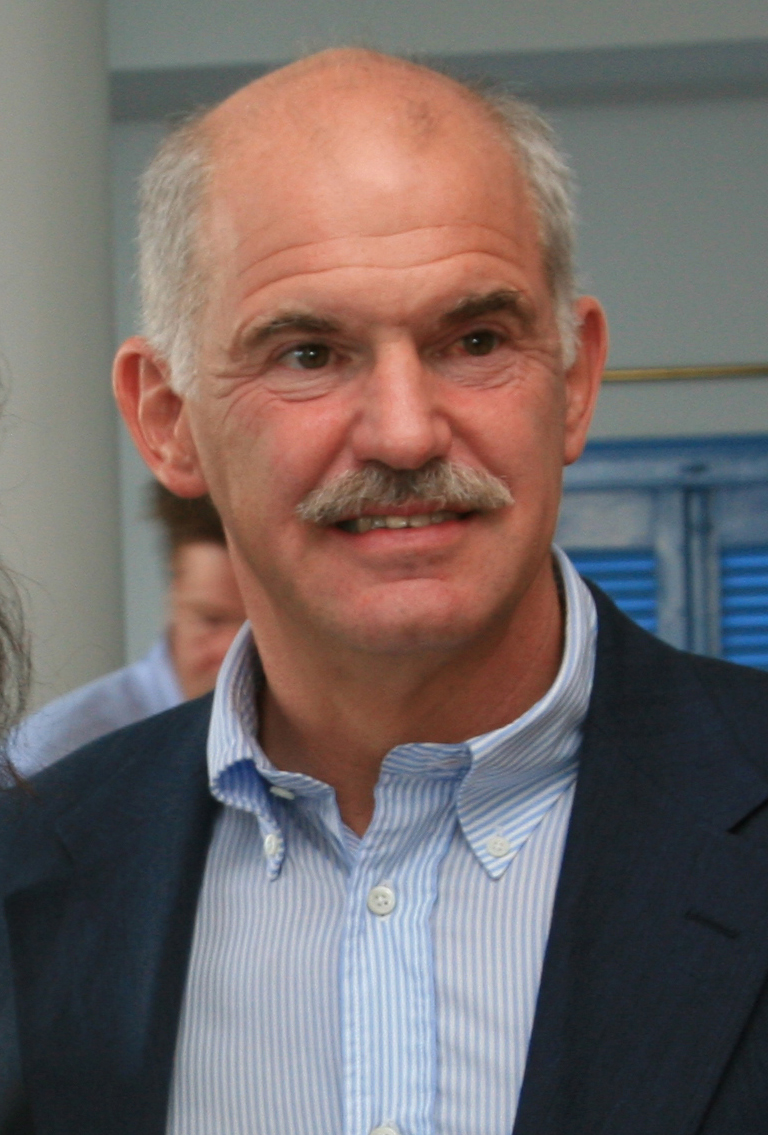
Giorgos Andrea Papandreou

- Athen/Griechenland: Mit 43 % der abgegebenen Stimmen gewinnt die Oppositionspartei Panellinio Sosialistiko Kinima (PASOK) unter Giorgos Andrea Papandreou die vorgezogenen Parlamentswahlen. Der amtierende Ministerpräsident Kostas Karamanlis kündigt daraufhin seinen Rücktritt als Vorsitzender der Regierungspartei Nea Dimokratia (ND) an.[9]

### Montag, 5. Oktober 2009
- Islamabad/Pakistan: Nach einem Terroranschlag auf ein Büro des Welternährungsprogramms in Pakistan schließen die Vereinten Nationen sämtliche Außenstellen der Organisation.[10] Am nächsten Tag bekennen sich die Taliban zu dem Anschlag.[11]
- Nuristan/Afghanistan: Das Militärbündnis NATO startet nach einem massiven Taliban-Angriff auf ISAF-Soldaten eine Offensive gegen die Taliban.[12]
- Stockholm/Schweden: Die Amerikaner Elizabeth Blackburn, Carol W. Greider und Jack Szostak werden mit dem Nobelpreis für Physiologie oder Medizin geehrt.[13]
- Trang/Thailand: Bei einem Zugunglück kommen acht Menschen ums Leben und mindestens 54 weitere werden verletzt.[14]
- Warschau/Polen: Der polnische Sportminister Mirosław Drzewiecki räumt nach Lobbyismus-Vorwürfen seinen Posten und reicht beim Ministerpräsidenten Donald Tusk seinen Rücktritt ein.[15]

### Dienstag, 6. Oktober 2009
- Berlin/Deutschland: Renate Künast und Jürgen Trittin werden an die Spitze der neuen Bundestagsfraktion der Grünen gewählt.[16]
- Berlin/Deutschland: Hardy Krüger erhält für seine Lebensleistung als Schauspieler das Große Verdienstkreuz des Verdienstordens der Bundesrepublik Deutschland.[17]
- Istanbul/Türkei: Die Jahrestagung des Internationalen Währungsfonds wird von massiven Straßenprotesten begleitet.[18]
- Kampala/Uganda: Beim Besuch einer Moschee wird der somalische Verteidigungsminister Sheikh Yusuf Mohammad Siad von Unbekannten entführt.[19]
- London / Vereinigtes Königreich: Für ihr Werk Wolf Hall wird die Schriftstellerin Hilary Mantel mit dem Booker Prize ausgezeichnet.[20]
- Stockholm/Schweden: Der Nobelpreis für Physik wird in diesem Jahr an den Chinesen Charles Kuen Kao sowie die beiden US-Amerikaner Willard Boyle und George E. Smith verliehen werden.[21]

### Mittwoch, 7. Oktober 2009

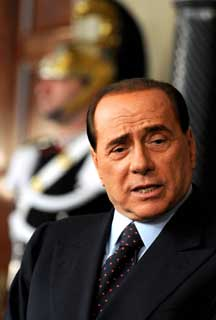
Silvio Berlusconi

- Berlin/Deutschland: Bei einer Razzia durchsucht die Polizei 28 Wohnungen tschetschenischer Islamisten, die im Verdacht stehen, einen terroristischen Anschlag in Russland geplant zu haben.[22]
- Brüssel/Belgien: Die EU-Kommission verhängt eine Kartellstrafe in Höhe von 67,6 Millionen Euro gegen mehrere Transformatoren-Hersteller und leitet Defizitverfahren gegen Deutschland und acht weitere EU-Staaten ein.[23]
- München/Deutschland: Der bayerische Innenstaatssekretär Bernd Weiß tritt nach einem Streit mit Ministerpräsident Horst Seehofer um den Digitalfunk zurück.[24]
- Rom/Italien: Das Verfassungsgericht erklärt das umstrittene Immunitätsgesetz für verfassungswidrig und hebt damit Berlusconis Immunität auf.[25]
- Stockholm/Schweden: Der Nobelpreis für Chemie wird dem gebürtigen Inder Venkatraman Ramakrishnan, dem US-Amerikaner Thomas A. Steitz und der Israelitin Ada Yonath verliehen.[26]
- Teheran/Iran: Die iranische Regierung beschuldigt die USA in das mysteriöse Verschwinden des Kernphysikers Schahram Amiri verwickelt zu sein und stellt ihre bei den Genfer Gesprächen am 1. Oktober erklärte Zustimmung, die Urananreicherung nach Russland zu verlagern, in Frage.[27]
- Tripolis/Libyen: Während der Luftfahrt- und Rüstungsmesse LAVEX 2009 auf dem Mitiga International Airport stürzt ein Kampfflugzeug vom Typ MiG-23UB der libyschen Luftwaffe rund 2 km entfernt in Souq Al-Jumaa ab. Dabei kommen beide Piloten ums Leben.[28]

### Donnerstag, 8. Oktober 2009
- Kabul/Afghanistan: Bei der Explosion einer Autobombe kommen mindestens zwölf Menschen ums Leben und über 80 weitere werden verletzt.[29]
- Lengshuijiang/China: Bei einem Grubenunglück kommen 26 Bergleute ums Leben.[30]
- Stockholm/Schweden: Der Nobelpreis für Literatur wird der deutschen Schriftstellerin Herta Müller verliehen.[31]
- Tokio/Japan: Der Taifun „Melor“ erreicht die japanische Hauptinsel Honshu und trifft mit Windgeschwindigkeiten von bis zu 198 km/h in der Präfektur Aichi auf Land.[32]

### Freitag, 9. Oktober 2009
- Erlangen/Deutschland: Am Universitätsklinikum bringt eine Wachkoma-Patientin weltweit zum ersten Mal ein gesundes Kind zur Welt.[33]
- Fonds-Verrettes/Haiti: Beim Absturz eines Flugzeuges der Friedenstruppen der Vereinten Nationen im Grenzgebiet zur Dominikanischen Republik kommen mindestens elf Menschen ums Leben.[34]
- Luzon/Philippinen: Bei einem Erdrutsch auf der Insel in der Provinz Pangasinan kommen mehr als 160 Menschen ums Leben.[35]
- Mond: Die NASA-Mondsonde Lunar Crater Observation and Sensing Satellite erreicht wie geplant die Mondoberfläche im Cabeus-Krater.[36]
- Peschawar/Pakistan: Bei einem Selbstmordattentat auf einem Markt werden 45 Menschen getötet und 146 weitere verletzt.[37]

### Samstag, 10. Oktober 2009

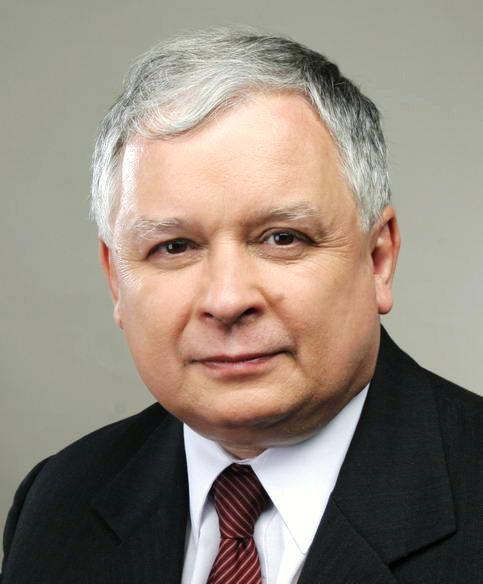
Lech Kaczyński

- Kailua-Kona / Vereinigte Staaten: Der Ironman Hawaii endet wie im Vorjahr mit Siegen der Britin Chrissie Wellington bei den Frauen und des Australiers Craig Alexander in der Konkurrenz der Herren.[38][39]
- London / Vereinigtes Königreich: Nach Angaben von Amnesty International hat sich die Anzahl der Hinrichtungen 2008 im Vergleich zu 2007 fast verdoppelt. Für 93 Prozent der insgesamt 2390 Fälle waren die Volksrepublik China mit mindestens 1780 Hinrichtungen (75 Prozent), der Iran mit mindestens 346 Hinrichtungen (etwa 15 Prozent), Saudi-Arabien mit mindestens 102 Hinrichtungen (etwa vier Prozent), Pakistan mit mindestens 37 Hinrichtungen (etwa zwei Prozent) und die Vereinigten Staaten mit mindestens 36 Hinrichtungen (etwa zwei Prozent) verantwortlich.[40]
- Moskau/Russland: Deutschland gewinnt das WM-Qualifikationsspiel gegen Russland durch ein Tor von Miroslav Klose mit 1:0 und qualifiziert sich damit vorzeitig für die Fußball-Weltmeisterschaft 2010 in Südafrika.[41]
- Onitsha/Nigeria: Bei der Explosion eines mit Benzin gefüllten Tankwagens kommen im Bundesstaat Anambra mindestens 70 Menschen ums Leben.[42]
- Warschau/Polen: Präsident Lech Kaczyński unterzeichnet den Vertrag von Lissabon.[43]
- Zürich/Schweiz: Armenien und die Türkei unterzeichnen zwei Abkommen zur Normalisierung ihrer Beziehungen, die durch den Völkermord an den Armeniern und dem Bergkarabachkonflikt seit Jahrzehnten erheblich belastet sind.[44]

### Sonntag, 11. Oktober 2009
- Frankfurt am Main / Deutschland: Nach mehr als 16 Jahren Haft wird das frühere RAF-Mitglied Birgit Hogefeld in den offenen Vollzug verlegt.[45]
- Mekong/Kambodscha: Beim Untergang einer überladenen Flussfähre kommen im Nordosten des Landes 17 Menschen ums Leben.[46]
- Rawalpindi/Pakistan: Die Tehrik-i-Taliban Pakistan (TTP) greiffen das Hauptquartier der Armee in der Garnisonsstadt an und nehmen 24 Stunden lang 40 Soldaten als Geiseln, bis ein Sonderkommando die Geiselnahme blutig beendet, wobei neun Menschen ums Leben kommen.[47] Die Attacke auf das Armee-Hauptquartier erweckt die Sorge um die Sicherheit der Atomwaffen im Land.[48]

### Montag, 12. Oktober 2009
- Frankfurt am Main / Deutschland: Kathrin Schmidts Roman Du stirbst nicht wird mit dem Deutschen Buchpreis ausgezeichnet.[49]
- Stockholm/Schweden: Der Wirtschaftsnobelpreis wird an die beiden US-Amerikaner Elinor Ostrom und Oliver E. Williamson verliehen.[50]
- Wien/Österreich: André Jung und Birgit Minichmayr werden als Bester Schauspieler und Beste Schauspielerin mit dem Nestroy-Theaterpreis geehrt; Bester Regisseur wird Martin Kušej.[51]

### Dienstag, 13. Oktober 2009
- Niederlande, Norddeutschland: In der frühen Abenddämmerung bietet der Feuermeteor vom 13. Oktober 2009 ein spektakuläres Himmelsschauspiel über den Niederlanden und Norddeutschland.
- Sacramento / Vereinigte Staaten: Der amtierende kalifornische Gouverneur Arnold Schwarzenegger ernennt per Gesetz den 22. Mai zum Harvey-Milk-Day. An diesem Tag soll an kalifornischen Schulen an den im Jahr 1978 in San Francisco erschossenen Kommunalpolitiker Harvey Milk gedacht werden.[52]
- Stockholm/Schweden: Der Right Livelihood Award, der so genannte Alternative Nobelpreis, geht an Kämpfer für Klimaschutz, Abrüstung und Armutsmedizin. Den Ehrenpreis erhält der kanadische Biologe David Suzuki (Aufklärung zum Klimawandel), die mit je 50.000 Euro dotierten Preise der Kongolese René Ngongo (Schutz des Regenwaldes), die Australierin Catherine Hamlin (Gynäkologie in Äthiopien) und der Neuseeländer Alyn Ware (Kampagnen zur nuklearen Abrüstung).[53]
- Wien/Österreich: Der als Herminator bekannt gewordene Skirennläufer Hermann Maier, mehrfacher Weltmeister und Olympiasieger, gibt bei einer Pressekonferenz seinen Rücktritt vom aktiven Skisport bekannt.[54]

### Mittwoch, 14. Oktober 2009
- Frankfurt am Main / Deutschland: Die Buchmesse wird von Bundeskanzlerin Angela Merkel und Xi Jinping, dem Staatspräsidenten der Volksrepublik China, eröffnet. China ist in diesem Jahr das Gastland.[55]
- Moskau/Russland: Josef Stalins Enkel Jewgeni Dschugaschwili scheitert mit einer Klage auf Unterlassung und Schadensersatz gegen die Zeitung Nowaja gaseta. Im Zuge der Stalin-Renaissance wollte der Enkel „Ehre und Würde“ des Diktators wiederherstellen.[56]
- New York / Vereinigte Staaten: Erstmals seit dem 7. Oktober 2008 hat der Aktienindex Dow Jones Industrial Average die 10.000-Punkte-Marke überschritten.[57]
- Zhucheng/China: Mehr als zwanzig seit Beginn des Jahres gefundene Flugsaurier-Fossilien werden von Paläontologen als neue, bislang unbekannte Dinosaurier-Art klassifiziert.[58]

### Donnerstag, 15. Oktober 2009

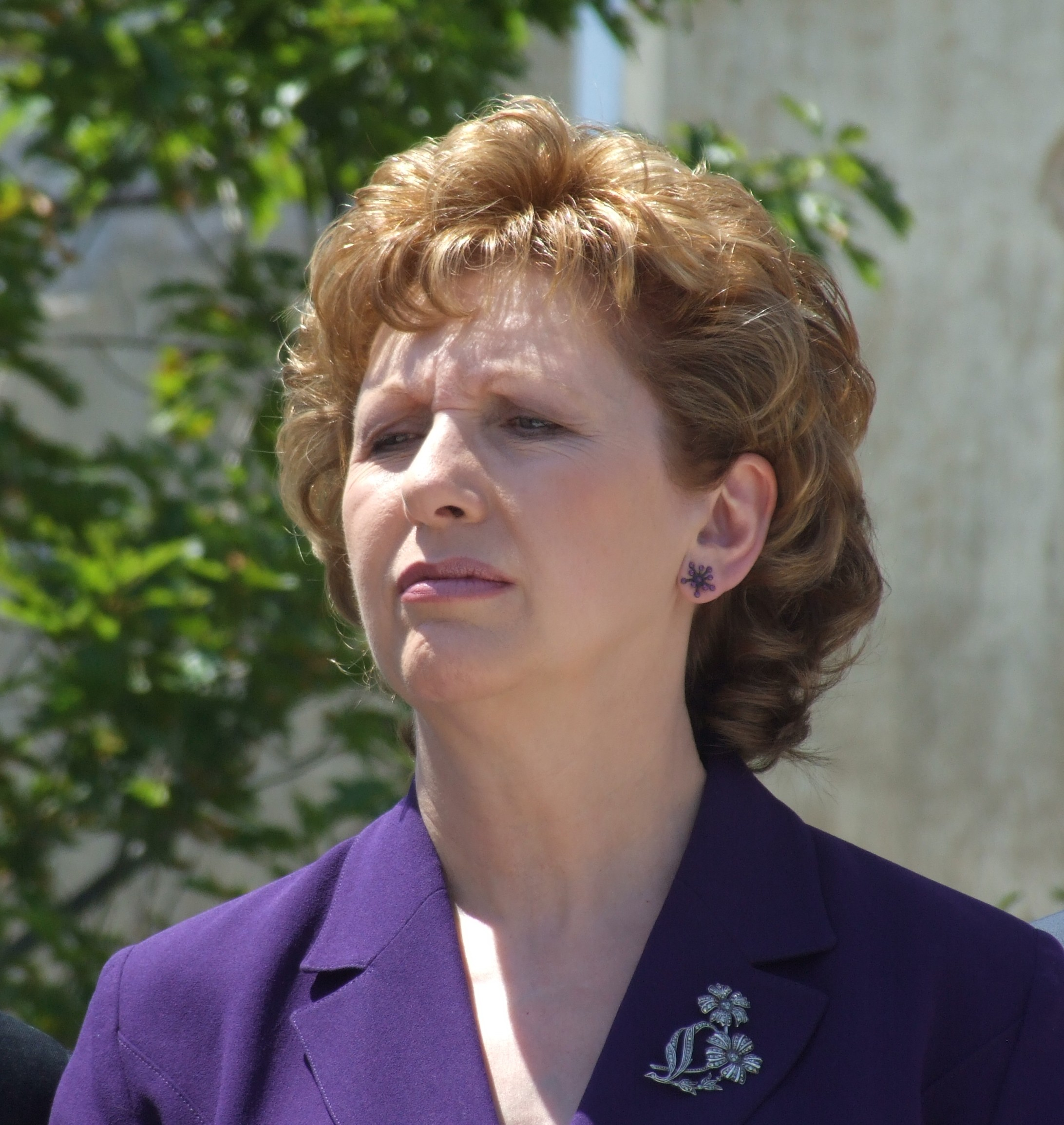
Mary McAleese

- Dublin/Irland: Präsidentin Mary McAleese unterzeichnet den Vertrag von Lissabon.[59]
- Hamburg/Deutschland: Das arabische Staatsunternehmen Abu Dhabi MAR erwirbt die Mehrheit an dem deutschen Unternehmen Blohm + Voss.[60]
- Lahore/Pakistan: Beim Angriff von mindestens 30 schwer bewaffneten Taliban auf den Sitz der Kriminalpolizei und zwei Trainingszentren der Polizei kommen mindestens 37 Menschen ums Leben. In der nordwestpakistanischen Stadt Kohat rast ein Selbstmordattentäter in eine Polizeistation und tötet dabei elf Menschen.[61]

### Freitag, 16. Oktober 2009

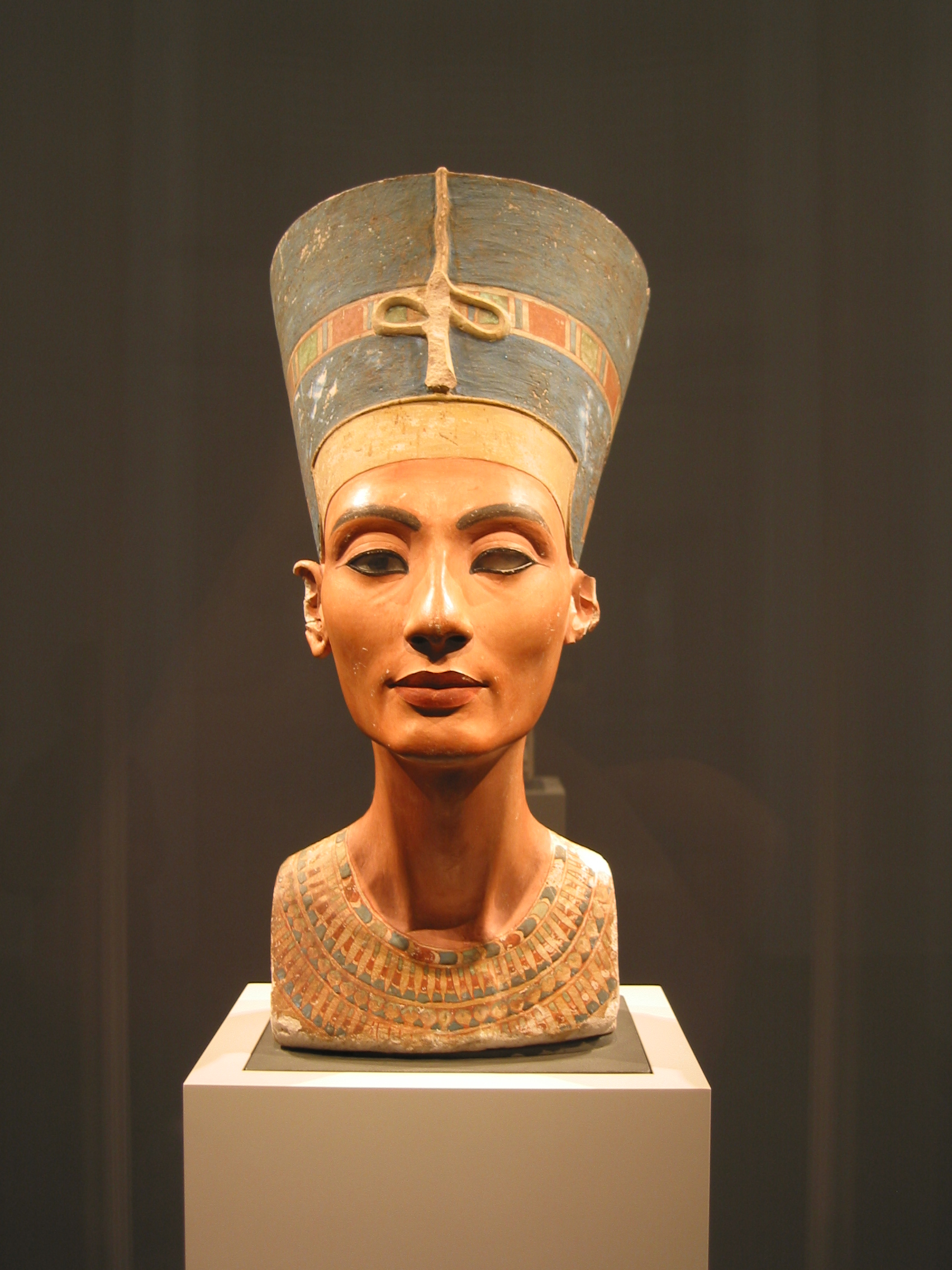
Die Büste der Nofretete im Neuen Museum Berlin

- Berlin/Deutschland: Das Neue Museum auf der Museumsinsel wird 70 Jahre nach seiner Schließung mit einem Festakt im Beisein von Bundeskanzlerin Angela Merkel wiedereröffnet. Das bekannteste Ausstellungsstück, die Büste der ägyptischen Königin Nofretete, erhält ihren ursprünglichen Ausstellungsort im Museum zurück.[62]
- Bielefeld/Deutschland: Ursula von der Leyen erhält den Big Brother Award im Bereich Politik und Wolfgang Schäuble für sein Lebenswerk verliehen.[63]
- Wien/Österreich: Das europaweit neunte Haus der Europäischen Union wird eröffnet.[64]

### Samstag, 17. Oktober 2009
- Montevideo/Uruguay: Im südamerikanischen Staat erhält jedes Grundschulkind von der Regierung ein Notebook.[65]
- Priština/Kosovo, Skopje/Mazedonien: Die Parlamente beider Länder ratifizieren einen Staatsvertrag zur Festlegung der gemeinsamen Staatsgrenze und legen damit erstmals die Grenze zwischen den beiden benachbarten Staaten international verbindlich fest.[66]
- Wasiristan/Pakistan: Die Armee beginnt als Reaktion mehrerer Anschläge der Taliban in der an Afghanistan grenzenden Stammesregion Wasiristan eine Großoffensive gegen die radikal-islamischen Taliban. Bei der Offensive an drei Fronten werden für sechs bis acht Wochen 30.000 Soldaten eingesetzt.[67]

### Sonntag, 18. Oktober 2009

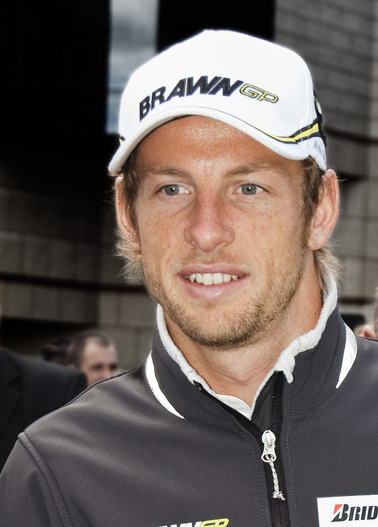
Jenson Button

- Frankfurt am Main / Deutschland: Zum Abschluss der Frankfurter Buchmesse wird dem italienischen Schriftsteller Claudio Magris der Friedenspreis des Deutschen Buchhandels verliehen.[68]
- Gaborone/Botswana: Bei den Parlamentswahlen wird Staatspräsident Ian Khama (BDP) für fünf weitere Jahre im Amt bestätigt. Seit seinem Amtsantritt im April 2008 gilt Botswana als Afrikas Musterland für Demokratie.[69]
- São Paulo/Brasilien: Mark Webber (AUS) gewinnt im Autódromo José Carlos Pace den Großen Preis von Brasilien. Jenson Button erreicht den fünften Platz und wird damit bereits ein Rennen vor Saisonende erstmals Formel-1-Weltmeister.[70]
- Sistan/Iran: Bei einem Selbstmordanschlag auf die paramilitärischen Revolutionsgarden im Grenzgebiet zu Afghanistan sterben 42 Menschen und 28 weitere werden verletzt. Unter den Toten sind mindestens sechs führende Kommandeure der Revolutionsgarde, unter anderem General Nur Ali Schuschtari der Pasdaran-Bodentruppen. Zum Anschlag bekennt sich die sunnitische „Dschundallah“ (Brigade Gottes), die schon mehrere Autobomben gezündet hat. Der Iran macht die Vereinigten Staaten für den Anschlag verantwortlich.[71]

### Montag, 19. Oktober 2009

Logo der Quelle GmbH

- Fürth/Deutschland: Die Quelle GmbH wird nach 82-jährigem Bestehen und erfolglosen Verkaufsanstrengungen liquidiert.[72]
- Wien/Österreich: Der Biochemiker Jürgen Knoblich und der Informatiker Gerhard Widmer werden mit dem Wittgenstein-Preis, dem österreichischen Pendant zum Nobelpreis, ausgezeichnet.[73]

### Dienstag, 20. Oktober 2009
- Kabul/Afghanistan: Präsident Hamid Karzai kündigt für den 7. November 2009 eine Stichwahl zwischen ihm und seinem Herausforderer Abdullah Abdullah an, ohne die offiziellen Ergebnisse des ersten Wahlganges der Präsidentschaftswahl vom 20. August 2009 bekanntzugeben, die heftig umstritten sind.[74]
- Niamey/Niger: Es finden Parlamentswahlen statt. Die Wahlen wurden im Vorfeld heftig kritisiert, da Präsident Mamadou Tandja bereits seit zwei Amtszeiten im Amt ist und laut Verfassung keine dritte Amtszeit möglich ist. Wegen der umstrittenen Wahlen setzte die Westafrikanische Wirtschaftsgemeinschaft die Mitgliedschaft des Landes aus.[75]
- Wien/Österreich: Der Landeshauptmann von Vorarlberg, Herbert Sausgruber (ÖVP), wird von Bundespräsident Heinz Fischer angelobt.[76]

### Mittwoch, 21. Oktober 2009
- Agra/Indien: Beim Zusammenstoß zweier Personenzüge im Norden des Landes kommen mindestens 22 Menschen ums Leben.[77]
- Wien/Österreich: Ein Niederösterreicher gewinnt mit 7,9 Millionen Euro den bislang höchsten Gewinn in der 23-jährigen österreichischen Lottogeschichte.[78]

### Donnerstag, 22. Oktober 2009
- Islamabad/Pakistan: Bei einem Überfall in der Hauptstadt werden der hochrangige General Moinudin Ahmed und sein Fahrer erschossen.[79]
- Mogadischu/Somalia: Bei Kämpfen in der Hauptstadt zwischen islamistischen Rebellen und Truppen der AMISOM werden mindestens 30 Zivilisten getötet.[80]
- Olympia/Griechenland: 113 Tage vor Beginn der Winterspiele am 12. Februar 2010 in Vancouver wird in der antiken Stadt das olympische Feuer entzündet.[81]
- Rio de Janeiro / Brasilien: Durch Kämpfe zwischen rivalisierenden Drogenbanden und einem verstärkten Polizeieinsatz gegen die kriminellen Banden kamen seit dem Wochenende 32 Menschen ums Leben.[82]

### Freitag, 23. Oktober 2009
- Paraíba/Brasilien: Bei einer Gefängnisrevolte in der Nähe der Stadt João Pessoa im Nordosten des Landes kommen mindestens sieben Menschen ums Leben und mindestens 30 weitere Personen werden verletzt.[83]
- Paris/Frankreich: Der Automobil-Weltverband FIA wählt Jean Todt zum neuen Präsidenten und damit zum Nachfolger von Max Mosley, der den Verband 18 Jahre geführt hatte.[84]

### Samstag, 24. Oktober 2009

Flagge der ASEAN

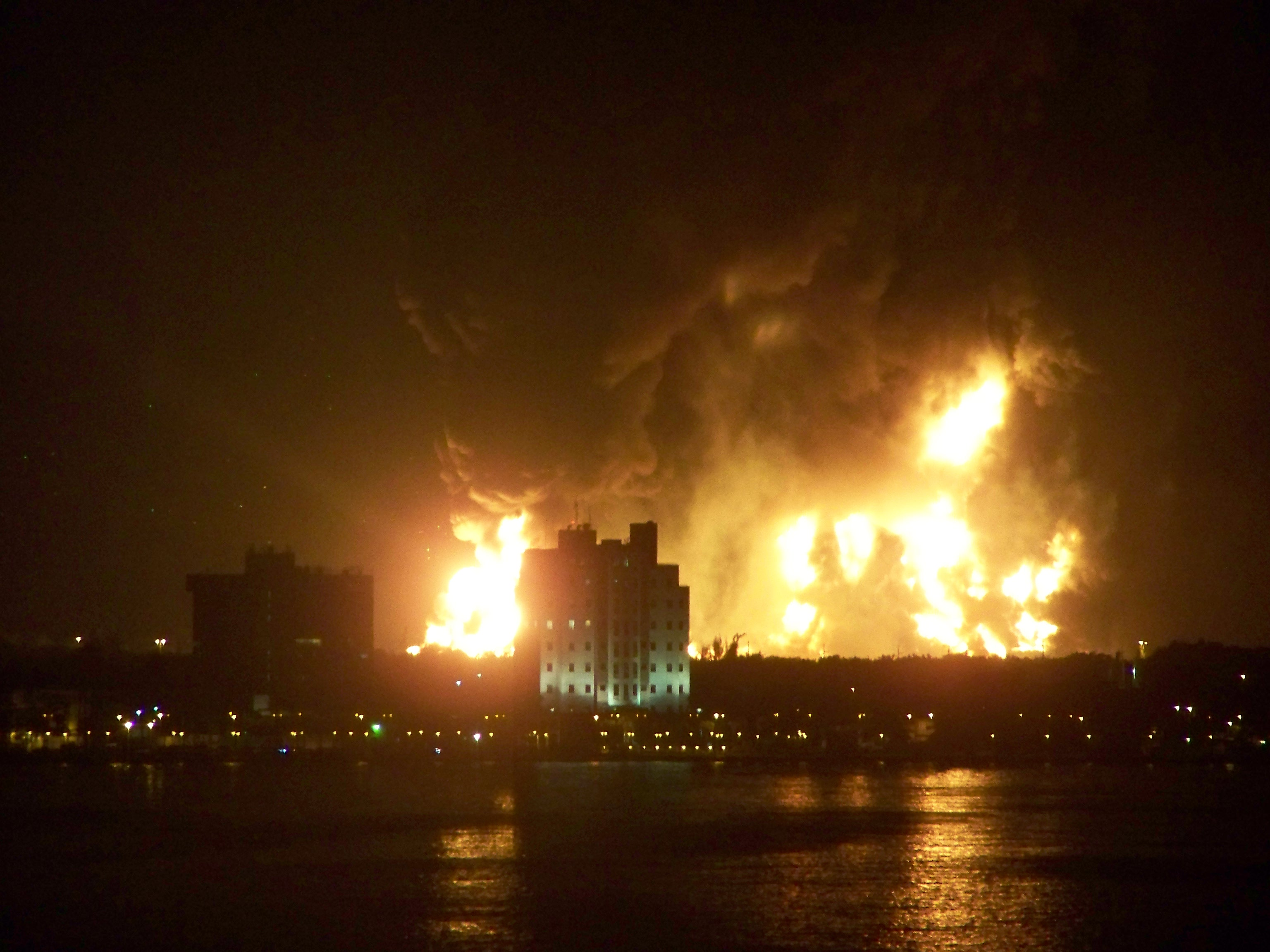
Brand in Cataño

- Berlin/Deutschland: Nach mehrwöchigen Verhandlungen stellen die deutsche Bundeskanzlerin Angela Merkel (CDU), Guido Westerwelle (FDP) und Horst Seehofer (CSU) das Regierungsprogramm für die kommende Legislaturperiode vor.[85] Am Montag billigen die Regierungsparteien CDU, CSU und FDP den gemeinsam ausgehandelten Koalitionsvertrag auf ihren Parteitagen.[86]
- Berlin/Deutschland: Die Bundesregierung gibt bekannt, dass Baden-Württembergs Ministerpräsident Günther Oettinger (CDU) die EU-Kommission für Deutschland von Günter Verheugen übernehmen soll. Als Nachfolger Oettingers für das Amt des Ministerpräsidenten kandidiert Stefan Mappus (CDU), während die Linke Neuwahlen fordert.[87]
- Caracas/Venezuela: Bei einem Busunglück werden mindestens zehn Menschen getötet.[88]
- Cataño/Puerto Rico: In einem brennenden Öl- und Benzinlager explodieren mehrere Tanks. Mehr als 1.000 Menschen werden evakuiert.[89]
- Hua Hin/Thailand: Der Jahresgipfel der südostasiatischen Staatengruppe ASEAN findet nach mehrfacher Verschiebung im Strandort 180 km südlich von Bangkok statt. Eingeladen sind auch die Regierungschefs der Dialogpartner Volksrepublik China, Indien, Japan, Südkorea, Australien und Neuseeland.[90]

### Sonntag, 25. Oktober 2009

Flagge der IAEO

- Augsburg/Deutschland: Angelika Zahrnt, Ehrenvorsitzende des Bundes für Umwelt und Naturschutz Deutschland, gehört zu den Preisträgern des Deutschen Umweltpreises.[91]
- Bagdad/Irak: Bei zwei fast zeitgleichen Selbstmordattentaten werden mehr als 130 Menschen getötet und über 500 weitere verletzt.[92]
- Cardiff / Vereinigtes Königreich: Der Franzose Sébastien Loeb wird zum sechsten Mal in Folge Rallye-Weltmeister.[93]
- Ghom/Iran: Vier Experten der Atomenergiebehörde IAEO beginnen mit der Inspektion der seit kurzem bekannten zweiten Anlage zur Urananreicherung.[94]
- Hockenheim/Deutschland: Timo Scheider gewinnt die Rennserie DTM 2009, sein zweiter Sieg der DTM in Folge.[95]
- Jharkhand/Indien: Bei Feuergefechten zwischen Sicherheitskräften und mutmaßlichen maoistischen Rebellen kommen mindestens vier Aufständische ums Leben.[96]
- Montevideo/Uruguay: Bei den Präsidentschafts- und Parlamentswahlen gewinnt der ehemalige Rebellenführer José Mujica mit 47,5 Prozent der Wählerstimmen den ersten Wahlgang.[97]
- Sepang/Malaysia: Der Italiener Valentino Rossi wird zum neunten Mal Motorrad-Weltmeister.[98]
- Táchira/Venezuela: Im Westen des Landes werden die Leichen von zehn jungen Männern gefunden. Bei den Toten handelt sich um Mitglieder des kolumbianischen Fußballteams „Los Maniceros“, die vor einer Woche im Bundesstaat entführt wurden.[99]
- Tunis/Tunesien: Bei den Präsidentschaftswahlen gewinnt Präsident Zine el-Abidine Ben Ali mit knapp 90 % der Wählerstimmen. Die Konstitutionelle Demokratische Sammlung, die seit 1956 unter verschiedenen Namen an der Macht ist, gewinnt die gleichzeitig abgehaltenen Parlamentswahlen.[100]

### Montag, 26. Oktober 2009

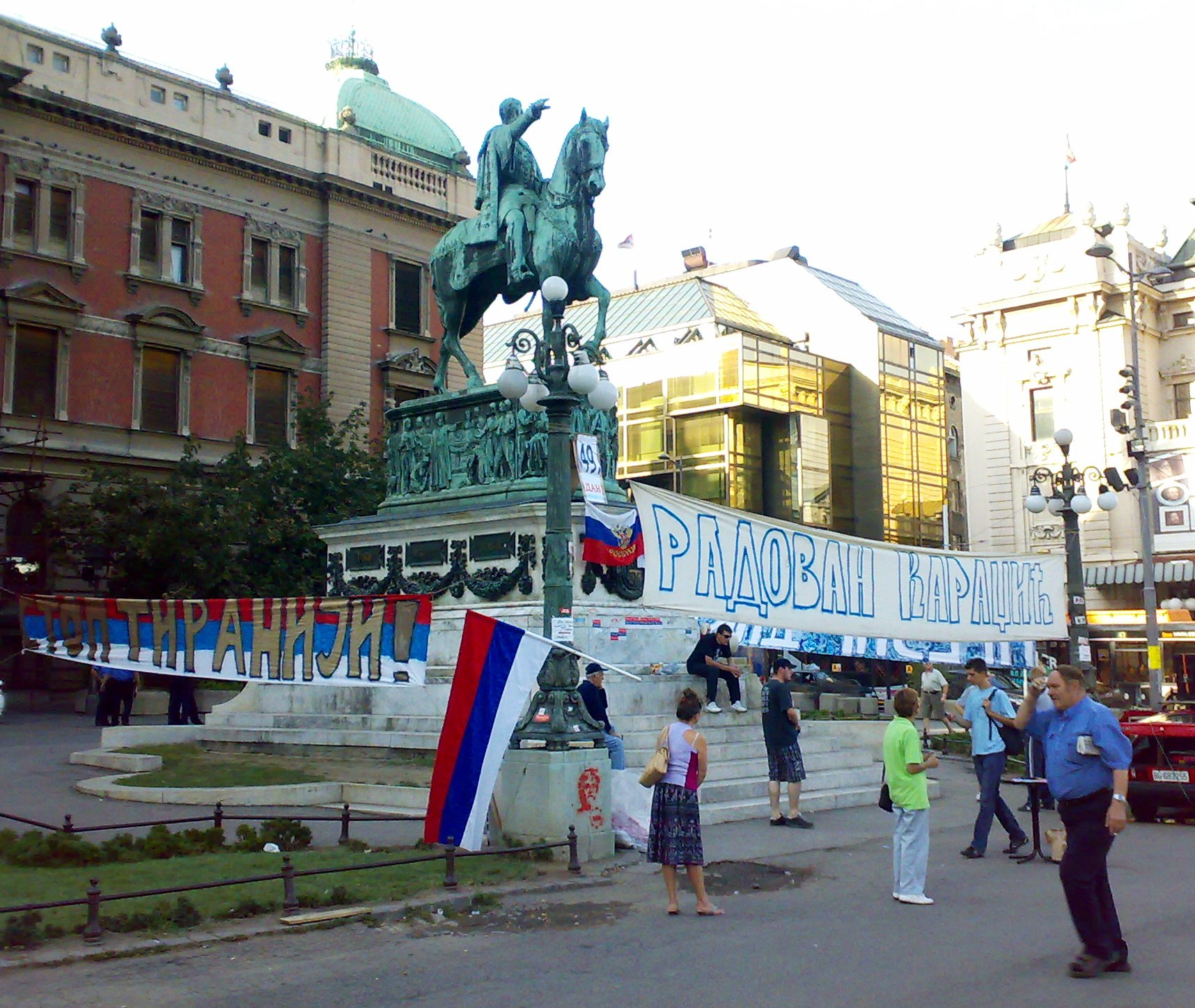
Pro-Karadžic-Bewegung in Belgrad

- Den Haag / Niederlande: Prozessbeginn gegen den mutmaßlichen Kriegsverbrecher Radovan Karadžić vor dem Internationalen Strafgerichtshof für das ehemalige Jugoslawien.[101]
- Dresden/Deutschland: Unter strengen Sicherheitsvorkehrungen beginnt im Landgericht der Prozess gegen den mutmaßlichen Mörder der Ägypterin Marwa El-Sherbini.[102]
- Regensburg/Deutschland: Das Amtsgericht erlässt einen Strafbefehl wegen Volksverhetzung gegen den britischen Holocaustleugner Richard Williamson.[103]

### Dienstag, 27. Oktober 2009
- Berlin/Deutschland: Bei der konstituierenden Sitzung des 17. Deutschen Bundestages wird Norbert Lammert (CDU) erneut zum Präsidenten des Deutschen Bundestages gewählt.[104]
- Kiel/Deutschland: Der Landtag von Schleswig-Holstein wählt Peter Harry Carstensen (CDU) erneut zum Ministerpräsidenten.[105]
- Minsk/Belarus: Beim Absturz eines Geschäftsflugzeuges kommen alle fünf Insassen ums Leben. Die Geschäftsleute waren auf dem Weg in ein Spielkasino. Unter den Opfern war auch Marat Romashkin, der Direktor des Flugunternehmens S-Air.[106]
- Wien/Österreich: Die Bundesregierung gibt bekannt, dass der amtierende ÖVP-Wissenschaftsminister Johannes Hahn als neuer österreichischer EU-Kommissar nach Brüssel gehen wird.[107]

### Mittwoch, 28. Oktober 2009
- Aachen/Deutschland: Prozessbeginn vor dem Landgericht gegen Heinrich Boere wegen Mordes an drei Niederländern beim Sonderkommando Silbertanne während des Zweiten Weltkrieges.[108]
- Berlin/Deutschland: Die Mitglieder des Bundestags wählen Angela Merkel (CDU) mit 323 von 622 möglichen Stimmen zum zweiten Mal zur Bundeskanzlerin. Das Votum für Merkel liegt neun Stimmen unter der Anzahl der den Regierungsparteien CDU, CSU und FDP zugehörigen Mandatsträger.[109]
- Essen/Deutschland: Papst Benedikt XVI. ernennt Franz-Josef Overbeck zum neuen Bischof der Stadt.[110]
- Frankfurt am Main / Deutschland: Die Übernahme des Gesamtkonzerns Sal. Oppenheim durch die Deutsche Bank wird bekannt gegeben. Damit endet nach 220 Jahren der Familienbesitz.[111]
- Kabul/Afghanistan: Bei einem Überfall auf das von UN-Mitarbeitern genutzte Gästehaus „Serena-Hotel“ werden zehn Menschen getötet, darunter sechs Mitarbeiter der Vereinten Nationen.[112]
- Peschawar/Pakistan: Bei einem Autobomben-Anschlag sterben mindestens 105 Menschen und mehr als 150 weitere werden verletzt. Kurz zuvor war US-Außenministerin Hillary Clinton im Land angekommen.[113]
- Ulm/Deutschland: Margot Käßmann wird zur Vorsitzenden des Rates der Evangelischen Kirche in Deutschland gewählt.[114]
- Washington, D.C. / Vereinigte Staaten: Unter Führung der schwedischen EU-Ratspräsidentschaft schließen die Europäische Union und die Vereinigten Staaten ein Abkommen, nachdem Verdächtige aus einem EU-Land nur dann in die Vereinigten Staaten ausgeliefert werden dürfen, wenn ihnen dort nicht die Todesstrafe droht.[115]

### Donnerstag, 29. Oktober 2009
- Bremen/Deutschland: Als erstes Bundesland senkt der Stadtstaat das Wahlrecht für Wahlen auf Landesebene auf 16 Jahre.[116]
- Honduras: Vier Monate nach der Entmachtung von Staatspräsident Manuel Zelaya einigen sich die Putschisten mit Zelaya auf eine Lösung der Verfassungskrise.[117]

### Freitag, 30. Oktober 2009
- Durban/Südafrika: Im Fall des im November 2007 erschossenen österreichischen Fußballers Peter Burgstaller wird der Angeklagte Mthozisi M. zu lebenslanger und sein Bruder Simo zu 35-jähriger Freiheitsstrafe verurteilt.[118]
- Erfurt/Deutschland: Christine Lieberknecht (CDU) wird im dritten Wahlgang zur Ministerpräsidentin von Thüringen gewählt.[119]
- Jaipur/Indien: Bei einer Explosion und einem anschließenden Großbrand in einem Erdöllager im Westen des Landes kommen mindestens fünf Menschen ums Leben und 150 weitere werden verletzt.[120]
- Paris/Frankreich: Der ehemalige Bürgermeister der Stadt und Präsident des Landes Jacques Chirac muss sich wegen mutmaßlicher Veruntreuung von Steuergeldern und Vertrauensmissbrauch vor Gericht verantworten.[121]

### Samstag, 31. Oktober 2009

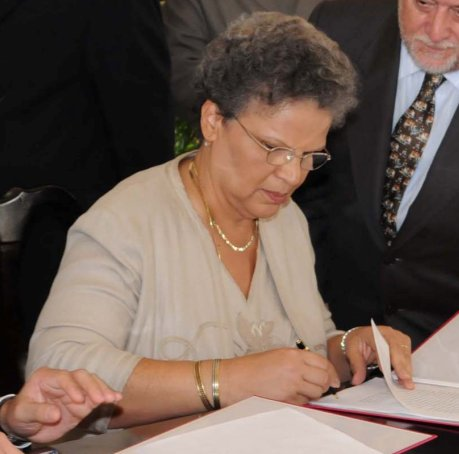
Michèle Pierre-Louis

Chongming Dao (rot), übriges Shanghai (gelb)

- Darmstadt/Deutschland: Der österreichische Schriftsteller Walter Kappacher wird mit dem Georg-Büchner-Preis ausgezeichnet.[122]
- Kassel/Deutschland: Für ihren „brillanten Umgang mit der deutschen Sprache“ wird die Kinderbuchautorin Cornelia Funke mit dem Kulturpreis Deutsche Sprache ausgezeichnet.[123]
- Port-au-Prince / Haiti: Rund ein Jahr nach ihrem Amtsantritt wird Ministerpräsidentin Michèle Pierre-Louis vom Senat per Misstrauensvotum abgesetzt.[124]
- Shanghai/China: Im Mündungsgebiet des Flusses Jangtsekiang in den Pazifik wird innerhalb der Stadtgrenzen Shanghais der Tunnel-Brücken-Komplex Shanghai Changjiang Daqiao eröffnet. Tunnel, Straße und Brücke erstrecken sich auf 25,5 km, davon entfallen 9,97 km auf die Brücke zur Insel Chongming Dao.[125]